# 라 피에라 (1983년 텔레노벨라)
《라 피에라》(스페인어: La fiera)은 1983년 방영된 멕시코의 텔레노벨라이다.